# Сити Граунд
«Си́ти Гра́унд» (англ. City Ground) — футбольный стадион, расположенный в пригороде Ноттингема, в городе Уэст-Бриджфорд, на берегу реки Трент. Является домашним стадионом клуба «Ноттингем Форест» с 1898 года и вмещает более 30 000 зрителей. Использовался для матчей Евро-96. Всего в 300 ярдах (или 275 метрах) от «Сити Граунд», на другом берегу реки Трент, расположен стадион «Медоу Лейн», домашняя арена соседей «Форест» из «Ноттс Каунти». Это два ближайших стадиона профессиональных клубов в Англии. С 1879 по 1898 год лесники играли на стадионе «Таун Граунд», который располагался на месте нынешнего «Медоу Лейн».
В середине 2007 года руководство «Ноттингем Форест» объявило о желании покинуть стадион в связи с малой вместимостью и сложностью расширения из-за ограниченности рекой и плотной городской застройкой. После объявления заявки Англии на проведение Чемпионата мира-2018, Городской совет Ноттингема начал рассматривать возможность постройки нового стадиона. Было предложено несколько мест для возможной арены, которая должна была бы вмещать 40 000 — 50 000 зрителей. Однако поражение английской заявки заставило власти отложить эти планы. Болельщики успели предложить версии названия нового стадиона, в том числе «Брайан Клаф Арена», «Нью Сити Граунд», «Сити оф Ноттингем Стэдиум» и даже «Робин Гуд Арена».
В связи с закрытием планов нового стадиона руководство «Форест» рассматривает возможность расширения Главной трибуны, увеличив вместимость до 40 000. Однако, эти планы видимо отложены до возвращения лесников в Премьер-лигу.

## Матчи чемпионата Европы 1996 года, прошедшие на стадионе

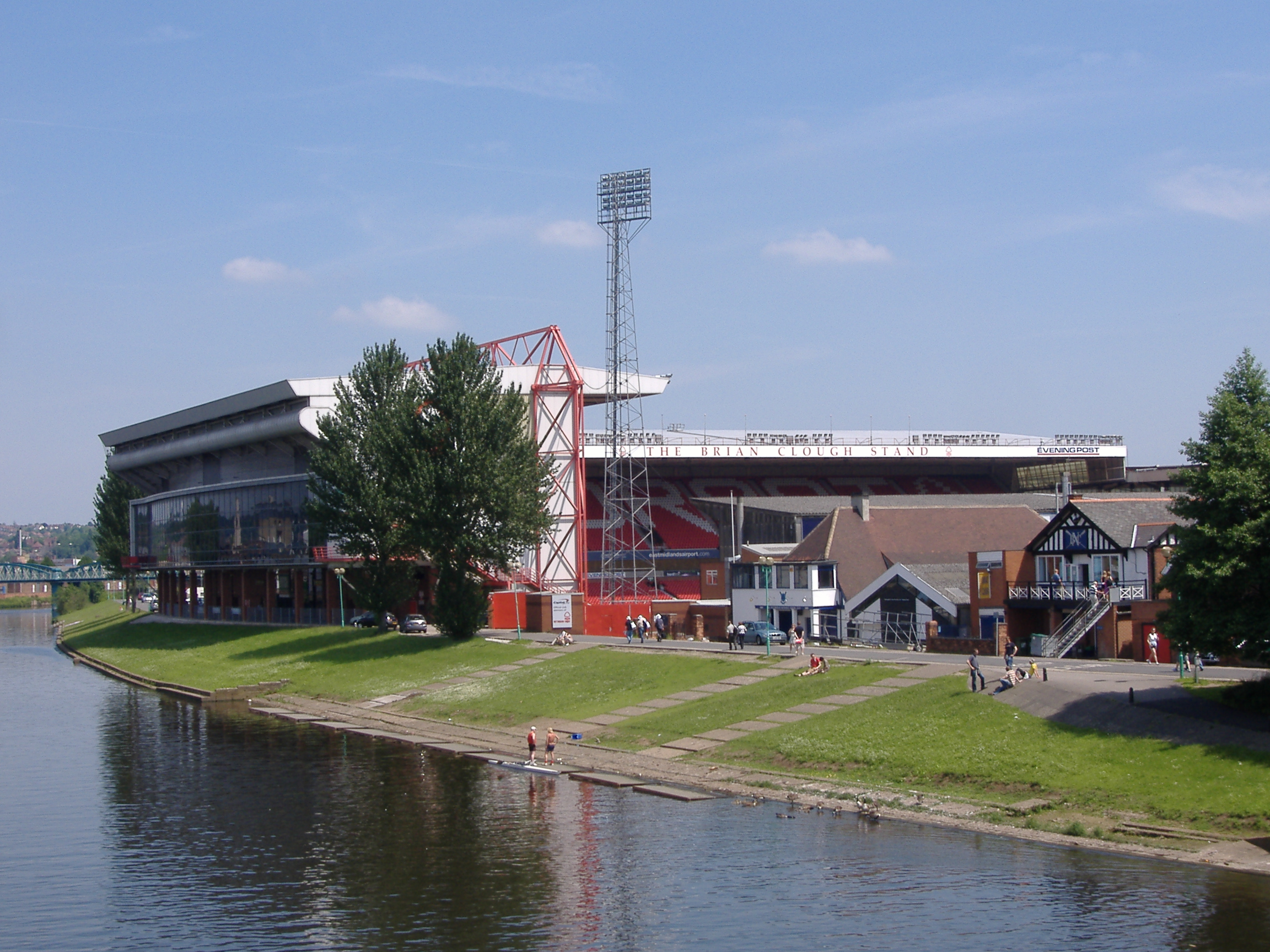
Вид на стадион с моста через Трент

Время местное
| Дата         | Время | Команда 1  | Счёт | Команда 2  | Стадия   | Зрители |
| 11 июня 1996 | 19:30 | Турция     | 0:1  | Хорватия   | Группа D | 22 406  |
| 14 июня 1996 | 16:30 | Португалия | 1:0  | Турция     | Группа D | 22 670  |
| 19 июня 1996 | 16:30 | Хорватия   | 0:3  | Португалия | Группа D | 20 484  |